# MK-103
MK-103 е 30-мм авиационно оръдие, произвеждано от компанията „Rheinmetall-Borsig“, Германия.

## История
МК-103 е най-ефикасното немско авиационно оръдие, проектирано в периода на Втората световна война. Отличава се с прост механизъм, сравнително проста разработка и сглобяване и широко са използвани щамповки и заварки.
Оръдието е монтирано на различни типове самолети – Bf-109, Me-262, Me-410, He-219 и Fw-190.

## Техническо описание
Конструктивно МК-103 е изпълнена по смесена схема. Отключването на канала на цевта и движението на автоматиката става за сметка на силата на барутните газове, а работата на подаващия механизъм – за смета на енергията на наката на цевта. Накатното устройство е от пружинен тип, а откатният спирач е от сух тип.
Заключването на канала на цевта се осигурява от затвор с боен упор. Захранването с боеприпаси е лентово, като лентата се движи от ляво надясно.
Недостатък на оръдието е много рязката работа на затворното устройство.

## Боеприпаси
Боекомплектът включва следните видове боеприпаси:
- осколъчно-трасиращ снаряд – тегло 440 гр.;
- фугасен снаряд – тегло 320 гр.;
- бронебойно-трасиращ снаряд – тегло 350 гр.;
- бронебойно-запалителен снаряд – тегло 455 гр.;
- бронебоен подкалибрен снаряд – тегло 350 гр.;

Използва се стоманена гилза с дължина 182 мм с електрозапалителен капсул.